# Ароматненское сельское поселение
Ароматненское сельское поселение (укр. Ароматненське сільське поселення, крымскотат. Aromatnoye köy yurtu, Ароматное кой юрту) — муниципальное образование в центре Бахчисарайского района Республики Крым России.

## География
Расположено в центре района, на плато (куэсте) Яшлав в восточной оконечности Внешней гряды Крымских гор, в междуречье Альмы и Качи. Граничит на севере с Каштановским и Плодовским, на востоке — с Почтовским сельскими поселениями и городским поселением Бахчисарай, на юге с землями Долинненского сельского поселения.
Площадь 90,68 км².
Транспортное сообщение осуществляется по региональным автодорогам 35Н-018 «Береговое — Бахчисарай» и 35Н-069 Нижнегорский — Белогорск (по украинской классификации — территориальные автодороги О-0-10201 и О-0-10231 от шоссе Симферополь — Севастополь до Маловидного).

## Население
| 2001  | 2014  | 2015  | 2016  | 2017  | 2018  | 2019  |
| ----- | ----- | ----- | ----- | ----- | ----- | ----- |
| 2757  | ↘2672 | →2672 | ↘2648 | ↗2655 | ↘2647 | ↘2640 |
| 2020  | 2021  |       |       |       |       |       |
| ↗2644 | ↗2741 |       |       |       |       |       |

## Состав
В состав поселения входят 5 сёл:
| № | Населённый пункт | Тип населённого пункта       | Население, 2014 |
| - | ---------------- | ---------------------------- | --------------- |
| 1 | Ароматное        | село, административный центр | ↘872            |
| 2 | Викторовка       | село                         | ↘736            |
| 3 | Маловидное       | село                         | ↗914            |
| 4 | Репино           | село                         | ↘150            |
| 5 | Розовое          | село                         | ↘0              |

## История
В 1970 году был образован Ароматненский сельский совет при расформировании Подгородненского сельского совета, в который ранее входили сёла.
Статус и границы новообразованного сельского поселения установлены Законом Республики Крым от 5 июня 2014 года № 15-ЗРК «Об установлении границ муниципальных образований и статусе муниципальных образований в Республике Крым».